# Cante alentejano
El Cante alentejano es un género tradicional de música del Alentejo, en Portugal. El cante nunca fue la única expresión de música tradicional en el Alentejo, siendo además más propio del Bajo Alentejo que del Alto. Con el cante coexistieron siempre formas musicales con la adaptación de la Composición musical entre los géneros.
El 27 de noviembre de 2014, durante la reunión del Comité celebrado en París, la UNESCO consideró el Cante Alentejano como Patrimonio Cultural Inmaterial de la Humanidad.
Es un canto coral, en el que alternan un  punto  a solas y un coro, habiendo un  alto  llenando las pausas y rematando las estrofas. El canto comienza invariablemente con un  punto  dando la deja, cediendo el lugar al  alto  y luego interviniendo el coro en que participan también el  punto  y el  alto . Terminadas las estrofas, puede el  punto  recomenzar con una nueva deja, siguiendo el mismo conjunto de estrofas. Este ciclo se repite el número de veces que los participantes deseen. Esta característica repetitiva, así como el lento, y la abundancia de pausas contribuyen a la naturaleza monótona del cante.

## Historia

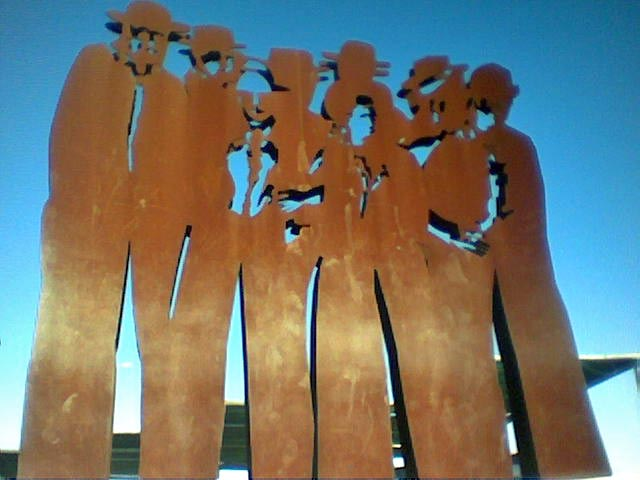
Coro alentejano (escultura)

En el canto los modos griegos se extinguen tanto en la música y en la música popular europea, que se restringen a los modos Escala mayor y menor.
El cante alentejano puede provenir tanto de estas raíces helénicas como del canto gregoriano y de la cultura árabe, si bien ciertos investigadores perciben en el cante aspectos mucho más primitivos, precristianos y posiblemente incluso prerromanos.
Antiguamente el cante acompañaba a ambos sexos en los trabajos de la labranza. Público era también el cante en los momentos masculinos de ocio y libación, sea en quietud, sea en recorrido en las dichas  arruadas y público era también el cante más solemne en las celebraciones religiosas. También existía otro cante restringido al dominio doméstico, el cual era ejercido principalmente por las mujeres y en el que participaban también los niños.

## Actualidad
Después de la Segunda Guerra Mundial, la progresiva mecanización de los cultivos y las labores agrícolas, la generalización de la radiodifusión y de la televisión, así como el éxodo rural masivo, provocó la disminución y el decaimiento del género. Hoy el cante sobrevive en grupos no profesionales que lo cultivan, pero ya sin la espontaneidad de otrora, limitándose a recapitular en ensayo el repertorio conocido de memoria, a menudo sin ningún registro escrito ni sonoro y ya sin acción creativa. A pesar de ser estos grupos y su manifestación en reuniones, concursos y concursos los guardianes de la tradición, en numerosos casos progresa en ellos el alejamiento de la cita con la inclusión en el repertorio de piezas extrañas al cante, instrumentación y adulteración de piezas tradicionales en un sentido más, con destaque hacia el desvío directo al fado, en una tendencia de avivamiento del género que busca hacerlo más llamativo.
"Lo que importa es dar futuro a este Cante, para expresar las nuevas dinámicas de cambio, la mejora de los cuadros de vida, la atracción y fijación de nuevas gentes y el éxito creciente de esta región como territorio turístico. escribirle una historia, todavía falta."